# Ted Deutch
Theodore Eliot Deutch, detto Ted (Bethlehem, 7 maggio 1966), è un politico e avvocato statunitense, membro della Camera dei Rappresentanti per lo stato della Florida dal 2010 al 2022.

## Biografia
Figlio di Jean e Bernard Deutch (veterano della seconda guerra mondiale insignito del Purple Heart), Ted si laureò in legge all'Università del Michigan.
Dopo aver lavorato per alcuni anni come avvocato, Deutch vinse un seggio al Senato della Florida; qui si occupò di diverse questioni sociali, riguardanti soprattutto i bambini e gli anziani. Il suo impegno per combattere il tabagismo giovanile gli è valso un riconoscimento dall'American Cancer Society.
Nel 2010, quando Robert Wexler abbandonò il Congresso per dirigere il Centro per la pace e la cooperazione economica nel Medio Oriente, Deutch si candidò per succedergli e vinse le elezioni con ampio margine. Fu riconfermato per altri sei mandati pieni negli anni successivi.
Programmò di ritirarsi alla fine del 117º Congresso, ma rassegnò le dimissioni in via anticipata per accettare l'incarico di amministratore delegato dell'American Jewish Committee.
Deutch è sposato e ha tre figli.